# ヴィルヘルム・グストロフ (客船)
ヴィルヘルム・グストロフ（Wilhelm Gustloff）は、ナチス・ドイツの客船。ナチ党が工場労働者・農民・会社員等の一般勤労者に安価な海外旅行を提供するために建造した豪華客船であったが、第二次世界大戦で徴用され、1945年1月30日にゴーテンハーフェン（現グディニャ）の港から東プロイセンの避難民や傷病兵を乗せて出航した後、ソ連海軍の潜水艦S-13の雷撃を受け、推定9,000名以上という海事史上最悪の死者を出した。

## 建造と変遷
同船は当時ドイツの政権を担っていたナチス党のロベルト・ライの率いるドイツ労働戦線（DAF）の下部組織である歓喜力行団（KDF）の客船としてハンブルクのブローム・ウント・フォス造船会社において総工費2,500万ライヒスマルクをかけて建造された。新造時の総トン数は25,484トン。歓喜力行団の所有する13隻のうちの一隻で、地中海クルーズやノルウェイのフィヨルド・クルーズを提供した。
船内に2人用の客室が224室、4人用の客室が233室、ほかに大家族用の客室3つがあったが、歓喜力行団が階級の格差を否定していたことから、客室には一等・二等といった等級は存在せず、すべて同じ設計だった。アドルフ・ヒトラー専用およびロベルト・ライ専用のスイートルームもあったが、ヒトラーはこの船を利用することはなかった。
船名は、1936年2月4日にユダヤ系クロアチア人の医学生ダヴィッド・フランクフルターに射殺されたスイスにおけるナチス党の指導者ヴィルヘルム・グストロフに由来する。本来、「アドルフ・ヒトラー」と命名することが予定されていたが、ヒトラーの希望により「ヴィルヘルム・グストロフ」に変更された。これは、ユダヤ人に殺害された最初のナチス党員の名を利用したプロパガンダであった。
- 1937年5月5日：ヴィルヘルムの未亡人ヘトヴィヒ・グストロフ立ち会いの下に進水
- 1938年 - 1939年夏：大西洋岸、地中海クルーズ、ノルウェー・フィヨルド・クルーズ
- 1939年春：スペイン内戦のフランコ軍勝利に大きく寄与したコンドル軍団を帰国させるためにスペインのビーゴ港に派遣される
- 1939年9月：ドイツ海軍に徴用され母港で病院船に改装
- 1939年9月22日 - 1940年11月：病院船"D"（Lazarettschiff D）として就役し、ポーランドおよびノルウェーからドイツへの傷病兵輸送に従事
- 1940年11月：バルト海沿岸のゴーテンハーフェンに回航、病院船としての設備を撤去し第2潜水艦訓練部隊の兵営として繋留
- 1945年1月30日：ゴーテンハーフェンからシュテッティン、キールに向けて出航、ソ連潜水艦S-13により魚雷攻撃を受け沈没[1]。

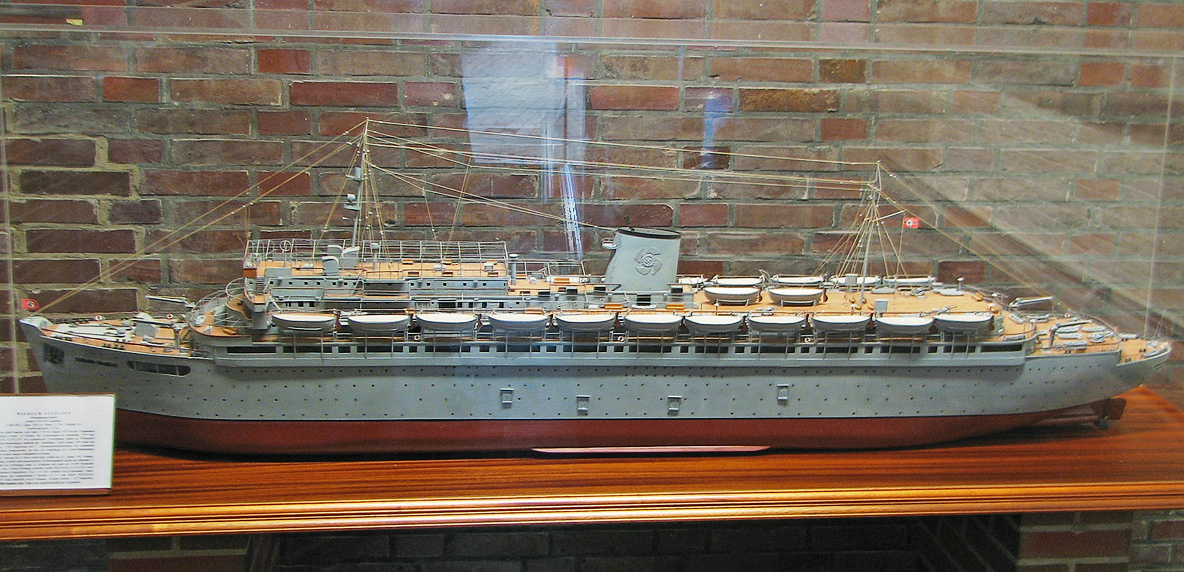
兵営としての繋留時から沈没までの塗装を再現したヴィルヘルム・グストロフの模型

## 沈没
1945年1月21日、赤軍による東プロイセン攻勢にさらされたドイツの傷病兵や民間人200万人を、客船や貨物船、軍艦などあらゆる種類の船を動員してドイツ西部へ海路脱出させるための海上避難輸送計画「ハンニバル作戦」が発動された。ヴィルヘルム・グストロフも同作戦に投入されることとなり、1月30日午後に4年ぶりにゴーテンハーフェンを出港した。
公式記録では、乗組員173名、第2潜水艦訓練部隊の海軍軍人918名、海軍女性補助員（de）373名、傷病兵162名、難民4,424名の計6,050名が乗船していたとされ、この数字は厳格にまとめられたもので信用できるものと考えられる。しかし、既に定員を大幅にオーバーしていたところに、出港後に乗船を懇願する難民を乗せた多くの小舟に取り巻かれ、少なくとも2,000人以上の難民を追加で急遽乗船させたので、実際に何人が乗船していたのかは不明である。生存した元乗組員のハインツ・シェーン（Heinz Schön）が戦後調査したところに拠ると、当時乗客は10,582名、うち8,956名が難民ということで、ほとんどが女性・子どもであったと判明している。船は2,000名弱の乗客を想定して建造されていたが、レクリエーションのための共用空間の多い豪華クルーズ船だったため、そこに多くの乗客たちを押し込めることができた。ただし装備されていた救命用具は1万名を越える乗客の半数分に満たない数であった。
ヴィルヘルム・グストロフは同様に難民を満載した客船「ハンザ」と共に、潜水艦訓練部隊が使用していた訓練魚雷回収艇「TF-1」と「レーヴェ（元ノルウェー海軍スレイプニル級駆逐艦「ギーレル」）」の2隻を護衛として航海する予定であった。しかし、ハンザは機関故障によりダンツィヒ湾（現グダニスク）で航海を断念、TF-1も船体溶接部の亀裂が発見されてゴーテンハーフェンに帰投したため、ヴィルヘルム・グストロフはレーヴェただ1隻のみを伴って航海を続けることとなった。船は民間人3人、軍人1人の計4人の船長資格者を乗せていたが、彼らはソ連の潜水艦攻撃から身を守る航路について合意できなかった。その中の一人で海軍乗船者の代表であったヴィルヘルム・ツァーン（Wilhelm Zahn）少佐は、潜水艦が行動しづらい沿岸の浅い海を無灯火で進むよう進言したが、最年長（67歳）のフリードリヒ・ペーターゼン（Friedrich Petersen）船長は、大量の乗船者による過積載で、船の喫水が深くなっている点を憂慮していた。最終的には、悪天候により視界がほとんどきかない点に期待して、水深の深い航路をとることとなったが、18時頃にドイツ海軍からヴィルヘルム・グストロフと反航する掃海艇部隊の存在について通信連絡を受けたペーターゼンは、それら艦艇との衝突を恐れ、ツァーンの反対にも拘らず、赤色と緑色の航海灯を点灯をさせたため、暗闇の中で敵からも視認されやすい状態となってしまった。ちなみに現在では、当時その海域に掃海艇船団は存在せず、通信内容は何らかの原因による誤りであったことが判明している。
ヴィルヘルム・グストロフは21時頃、ポンメルン地方沿岸の30km沖合、グロッセンドルフ（Grossendorf、現ポーランドのヴワディスワヴォヴォ（Władysławowo））とレバ（Leba、現ポーランドのウェバ（Łeba））の中間地点でソ連海軍潜水艦「S-13」に発見された。レーヴェに装備されていた探針儀は厳寒により凍結し作動状態になく、ドイツ側はS-13を探知できなかった。約15分後、約700m離れたS-13から放たれた4本の魚雷の内3本がヴィルヘルム・グストロフの左舷に命中した。船内にパニックが起こり、多くの難民が救命ボートや救命胴衣に殺到し、救命用具のいくつかは混乱の中で失われた。無線機は使用不能となり、ツァーンは発光信号でレーヴェに救援を求めた。
魚雷攻撃から約1時間後の22時15分頃、ヴィルヘルム・グストロフは沈没し、多くの人々が凍る海に投げ出された。真冬のバルト海の水温は通常4℃ほどだが、この日はとりわけ寒さの厳しい日で、気温は-10℃から-16℃にまで下がり、海上には氷が漂っていた。レーヴェが472名を救出し、沈没直後に駆けつけた水雷艇「T-36」は564名を救出した。更に掃海艇「M-341」が37名、魚雷練習艇「TS-II」が98名、貨物船「ゲッティンゲン」が28名を救出した。翌31日朝、難民輸送中の貨物船「ゴーテンラント」が9名を海から救い上げ、訓練魚雷回収艇「TF-19」が7名、監視艇「VP-1703」が乳児1名を救出した。沈没での生存者は1,216名（ドイツ語版では1,252名）、犠牲者は9,343名（ほとんどが一般市民で、半分以上が子供）とされているが、これはハインツ・シェーンの調査結果によるもので、もっとも信頼できるものと評価されている。しかし、もともと何人乗っていたかが不明なため、実際の死者の数もはっきりとはわかっていない。事件直後は死者5,000人、生存者964人とされていた。
ある証言者によれば、一発目の魚雷攻撃の1分後、船の通路は乗客の悲鳴や興奮で一杯となった。船内のスイミングプールだった場所に乗っていた別の生存者は、両手首を切った女性を見た。ほかの人々は甲板や階段で押し潰され、たくさんの人が暗く凍ったバルト海に飛び込んだ。さらに別の目撃談によれば、子供たちは大人にしがみつき、女性は乳児を守ろうとしていたが、次々に押し寄せる波が彼らをばらばらに飲み込み、多くの人はそのまま姿が見えなくなった。また、大人用の救命胴衣を着用した小さな子供達は脚が浮き上がって頭が水面下に沈み、溺れてしまったという。さらには、家族連れで乗船していた軍人が、絶望のあまり家族を射殺している場面も目撃されている。
ヴィルヘルム・グストロフが投入された避難民輸送では、2月10日に客船「シュトイベン」がまたもS-13に撃沈され、4月16日に貨物船「ゴヤ」もそれぞれソ連潜水艦の雷撃を受けて沈没し、難民などに大勢の犠牲者（シュトイベンでは4,500名、ゴヤでは6,666名）を出している。1945年4月はじめまでに、ドイツ海軍は東プロイセンからドイツ西部への250万人の軍民を避難させることに成功したが、その過程で33,000人の難民や軍人が亡くなった。
現在、ヴィルヘルム・グストロフはポンメルン地方（現ポーランド領ポモージェ）の沖30km、北緯55度07分、東経17度41分の深さ45mの海底に眠っている。

## 論争

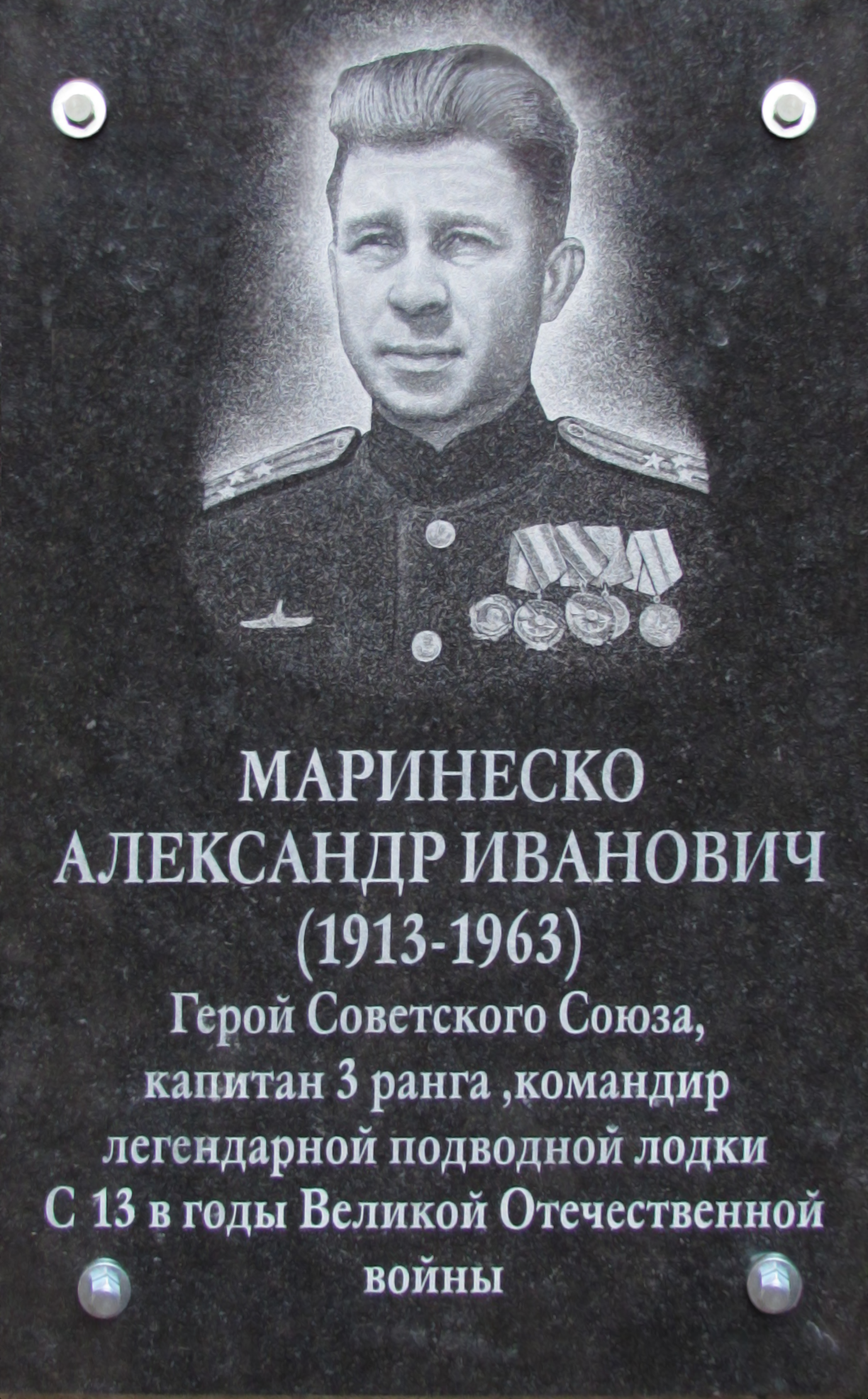
マリネスコを顕彰するプレート

第二次大戦中、避難民を乗せた船舶多数が連合国側・枢軸国側によって沈められた。ヴィルヘルム・グストロフはその中でも犠牲者数が最大のものであった。これが戦争犯罪に当たるかについては今もなお議論がある。難民船であるグストロフ号を沈めたのはあきらかに犯罪という意見があるが、ドイツのキール海事法研究所は、ハインツ・シェーンからの問い合わせに対して、この船は軍の施設として利用され、海軍の潜水艦要員も乗せており、かつ武装した状態で航行していた軍船であり、正当な軍事目標となるため犯罪にならないという結論を伝えている。
ヴィルヘルム・グストロフを撃沈した潜水艦S-13の艦長だったアレクサンドル・マリネスコ）少佐は、ヴィルヘルム・グストロフ撃沈の後、同じく避難民や傷病兵を輸送する客船「シュトイベン」も沈め、ソ連の潜水艦長としては沈めた船のトン数が最大という戦果を挙げた。現在では、ソ連・ロシア潜水艦隊の英雄の一人であるが、この当時は、日頃の酒癖の悪さを疎まれていたうえに、酔った挙句の無断外泊でスパイ行為の疑いをかけられてもいた。そのせいもあってか、撃沈規模による報告書を上官たちは信用することを拒み、撃沈したのがことごとく難民船であったことに論争もあったため、「英雄としてふさわしくない」として、ソビエト連邦英雄の称号は与えられず、赤旗勲章だけが贈られた。45年9月には潜水艦長を解任された。海軍時代の友人達の熱心な活動により、1960年に名誉回復がなったが、1963年にがんで死去した。

## 主な海難事故（戦没艦も含む）
| 船名                     | 遭難年 | 国名       | 犠牲者数（人） |
| ゴヤ                     | 1945年 | ドイツ     | ~6,000         |
| ヴィルヘルム・グストロフ | 1945年 | ドイツ     | ~9,343         |
| カップ・アルコナ         | 1945年 | ドイツ     | ~4,500         |
| シュトイベン             | 1945年 | ドイツ     | ~4,500         |
| ティールベク             | 1945年 | ドイツ     | ~2,800         |
| 江亜                     | 1948年 | 中国       | ~2,750         |
| ドニャ・パス             | 1987年 | フィリピン | ~2,000         |
| タイタニック             | 1912年 | イギリス   | ~1,503         |
| ルシタニア               | 1915年 | イギリス   | ~1,198         |
| 龍田丸                   | 1943年 | 日本       | ~1,481         |
| 対馬丸                   | 1944年 | 日本       | ~1,476         |
| 洞爺丸                   | 1954年 | 日本       | ~1,430         |